# Alto consiglio nazionale
L'Alto consiglio nazionale fu l'organo collegiale a capo del Regno d'Ungheria fra il 1945 e il 1946.

## Membri del primo Alto consiglio nazionale (26 gennaio 1945-7 dicembre 1945)
| Immagine | Nome          | Nascita-morte | Inizio ufficio    | Fine ufficio      | Partito      |
| -------- | ------------- | ------------- | ----------------- | ----------------- | ------------ |
|          | Béla Zsedényi | 1894-1955     | 26 gennaio 1945   | 7 dicembre 1945   | Indipendente |
|          | Béla Miklós   | 1890-1948     | 26 gennaio 1945   | 7 dicembre 1945   | Indipendente |
|          | Ernő Gerő     | 1898-1980     | 26 gennaio 1945   | 11 maggio 1945    | MKP          |
|          | József Révai  | 1898-1959     | 11 maggio 1945    | 27 settembre 1945 | MKP          |
|          | Mátyás Rákosi | 1892-1971     | 27 settembre 1945 | 7 dicembre 1945   | MKP          |

## Membri del secondo Alto consiglio nazionale (7 dicembre 1945-1 febbraio 1946)
| Immagine | Nome                      | Nascita-morte | Inizio ufficio  | Fine ufficio    | Partito |
| -------- | ------------------------- | ------------- | --------------- | --------------- | ------- |
|          | Ferenc Nagy               | 1903-1979     | 7 dicembre 1945 | 1 febbraio 1946 | FKGP    |
|          | Zoltán Tildy (ex officio) | 1889-1961     | 7 dicembre 1945 | 1 febbraio 1946 | FKGP    |
|          | László Rajk               | 1909-1949     | 7 dicembre 1945 | 1 febbraio 1946 | MKP     |
|          | Béla Varga                | 1903-1999     | 7 dicembre 1945 | 1 febbraio 1946 | FKGP    |